# Nemzeti Bajnokság I 1910-11
La Nemzeti Bajnokság I 1910-11 fue la décima edición del Campeonato de Fútbol de Hungría. El campeón fue el Ferencvárosi TC, que conquistó su sexto título de liga. El goleador fue Imre Schlosser del Ferencvárosi TC por tercera vez consecutiva. Se otorgaron dos puntos por victoria, uno por empate y ninguno por derrota.

## Tabla de posiciones
|    | Equipo          | PJ | PG | PE | PP | GF | GC | DG  | Pts | Notas      |
| -- | --------------- | -- | -- | -- | -- | -- | -- | --- | --- | ---------- |
| 1  | Ferencvárosi TC | 18 | 16 | 0  | 2  | 77 | 19 | +58 | 32  | Campeón    |
| 2  | MTK             | 18 | 10 | 4  | 4  | 37 | 18 | +19 | 24  |            |
| 3  | Törekvés SE     | 18 | 9  | 4  | 5  | 44 | 33 | +11 | 22  |            |
| 4  | Budapesti AK    | 18 | 9  | 3  | 6  | 38 | 28 | +10 | 21  |            |
| 5  | Budapesti TC    | 18 | 7  | 4  | 7  | 29 | 33 | -4  | 18  |            |
| 6  | Magyar AC       | 18 | 8  | 1  | 9  | 32 | 35 | -3  | 17  |            |
| 7  | Terézvárosi TC  | 18 | 5  | 3  | 10 | 18 | 48 | -30 | 13  |            |
| 8  | Nemzeti SC      | 18 | 4  | 4  | 10 | 26 | 40 | -14 | 12  |            |
| 9  | 33 FC           | 18 | 4  | 5  | 9  | 18 | 37 | -19 | 11  |            |
| 10 | Újpesti TE      | 18 | 2  | 4  | 12 | 23 | 51 | -28 | 8   | Descendido |

PJ = Partidos jugados; PG = Partidos ganados; PE = Partidos empatados; PP = Partidos perdidos; GF = Goles a favor; GC = Goles en contra; DG = Diferencia de gol; Pts = Puntos